# Bengt Bard
Bengt-Göran Bard, född 5 juni 1941 i Nymö församling, Kristianstads län, död 11 juli 2022, är en svensk tidigare landslagsspelare i handboll.

## Karriär
Bengt Bard inledde sin handbollskarriär i Kristianstad. Han spelade för IFK Kristianstad till 1962. Bard spelade sedan ett år för Lugi i allsvenskan 1962-1963 (18 matcher/20 mål) innan han återvände till IFK Kristianstads division 2-lag. Han spelade sedan för den klubben till han gick till Malmö FF 1967 eller 1968. Från 1969 spelade han för  IFK Malmö där han spelade i två år till 1971. Efter det slutade han att spela handboll. Som spelare spelade han som "indian" i fem–ett-försvar.

## Landslagskarriär
Bards landslagsdebut var den 6 december 1961 i Karlskrona mot Finland. Sverige spelade med ett b-betonat lag, men vann ändå lätt med 29-20. 1961-1962 spelade Bard i IFK Kristianstad i division 2 södra. Han spelade sedan 1961 till 1967 sammanlagt 25 landskamper för Sverige. Han deltog bara i en VM-turnering, VM 1967 i Sverige, då han spelade två landskamper mot Polen och slutligen den 13 januari 1967 mot Schweiz i Kristianstad. Han avslutade landslagskarriären med ett dubbelmöte mot Island i april 1967. Det blev hans sista landskamper. Han är därmed Stor grabb.